# Half-Life

Emblemat Black Mesa Research Facility

Half-Life – strzelanka pierwszoosobowa stworzona przez Valve Corporation. Wydana w 1998 roku przez Sierra Studios na platformę Microsoft Windows gra stanowiła debiutancki produkt Valve oraz pierwszą część serii Half-Life. W 2001 roku gra została wydana także na PlayStation 2. Wersje na macOS oraz Linuxa zostały udostępnione w styczniu 2013 roku. W Half-Lifie gracz wciela się w postać Gordona Freemana, doktora fizyki teoretycznej, zmuszonego do wywalczenia sobie drogi ucieczki z tajnego amerykańskiego ośrodka badawczego, w którym podczas jednego z eksperymentów związanych z technologią teleportacji doszło do katastrofy i śmierci wielu członków zespołu badawczego.
Valve, założone przez byłych pracowników Microsoftu, miało początkowo problemy ze znalezieniem wydawcy dla swojego produktu, który w opinii ówczesnego środowiska twórców gier komputerowych był projektem zbyt ambitnym. Ostatecznie na wydanie gry zdecydowała się firma Sierra On-Line, która była zainteresowana stworzeniem trójwymiarowej gry akcji. Pierwszy publiczny pokaz Half-Life’a miał miejsce na targach E3 w 1997 roku. Zaprojektowana na platformę Windows gra wykorzystywała gruntownie zmodyfikowany silnik Quake’a, z elementami kodu id Tech 2, nazwany GoldSrc.
Half-Life został dobrze przyjęty przez recenzentów, którzy chwalili grę za ciekawą i wciągającą fabułę, a także realistyczny wygląd i tryb rozgrywki. Gra otrzymała ponad 50 tytułów gry roku na PC. Sposób prowadzenia rozgrywki zastosowany w Half-Lifie miał przez następne lata istotny wpływ na rozwój gier z gatunku FPS, a sama gra uznawana jest za jedną z najlepszych gier komputerowych w historii. W 2004 roku Valve wydało kontynuację gry pt. Half-Life 2, która również zebrała pozytywne recenzje. Half-Life miał również, dzięki swoim licznym modyfikacjom i sequelom, znaczny wpływ kulturowy na środowisko graczy, którzy stworzyli rozwiniętą i oddaną społeczność fanowską.

## Fabuła

### Sceneria
Większość wydarzeń przedstawionych w grze ma miejsce w odległych, pustynnych rejonach amerykańskiego stanu Nowy Meksyk. Zasadnicza część gry ma miejsce na terenie zamkniętego kompleksu badawczego Black Mesa Research Facility, który swoim wyglądem i charakterem przypomina istniejące wojskowe ośrodki badawcze rządu Stanów Zjednoczonych, takie jak Los Alamos National Laboratory, czy Strefa 51. Głównym bohaterem Half-Life’a jest Gordon Freeman, dr fizyki teoretycznej, 27-letni absolwent MIT, który jako jeden z nielicznych uchodzi z życiem z fatalnego w skutkach eksperymentu przeprowadzonego przez zespół naukowców z Black Mesy. W wyniku wystąpienia podczas nieudanego eksperymentu fikcyjnego zjawiska, zwanego kaskadą rezonansową, otwarte zostają przejścia między wymiarami, przez które na teren ośrodka przedostają się pozaziemskie formy życia ze świata Xen (wydarzenie to nazwano „incydentem w Black Mesie”).
Podczas próby wydostania się ze zrujnowanego kompleksu Freeman odkrywa, że na jego drodze stoją nie tylko wrogo nastawione istoty z innego wymiaru, ale także żołnierze jednostki specjalnej Korpusu Piechoty Morskiej Stanów Zjednoczonych, zwanej Hazardous Environment Combat Unit, którzy zostali przysłani do Black Mesy, aby wyeliminować obce formy życia oraz wszelkich ocalałych z katastrofy świadków incydentu. W ciągu wszystkich wydarzeń, które mają miejsce w czasie gry, główny bohater regularnie napotyka tajemniczą postać mężczyzny ubranego w garnitur z aktówką w ręku (znanego pod nazwą G-Man), który zdaje się śledzić poczynania Freemana. W końcu, przy wsparciu ocalałych naukowców i strażników, Freeman dociera do ściśle tajnej części Black Mesy, tzw. Lambda Complex (oznaczonego grecką literą „λ”), gdzie ocalali członkowie zespołu badawczego teleportują go do obcego świata Xen, w celu zabicia Nihilanta (ang. Nihilanth), częściowo fizycznego bytu niepozwalającego zamknąć wrót między wymiarami.
Fabuła gry czerpała początkowo inspirację z innych gier komputerowych, takich jak Doom, Quake (obie wyprodukowane przez id Software), Resident Evil (wydana przez Capcom), a także z opowiadania Stephena Kinga pt. Mgła oraz jednego z odcinków serialu Po tamtej stronie pt. The Borderland. Cała historia została następnie rozwinięta przez pracującego dla Valve pisarza Marca Laidlawa, który napisał powieści Dad’s Nuke i The 37th Mandala.

### Historia
Dr Gordon Freeman spóźnia się do pracy w rządowym ośrodku badawczym Black Mesa Research Facility, dojeżdżając do niej systemem nowoczesnej kolei, która prowadzi przez zabudowania kompleksu, o godz. 8:47. Gdy dociera do Laboratorium Materiałów Anomalnych (ang. Anomalous Materials Lab), swojego miejsca pracy, zostaje poinformowany przez pracownika ochrony, że naukowcy zamierzają przeprowadzić tego dnia specjalny eksperyment. Bez zwłoki udaje się więc do szatni, gdzie zakłada nowoczesny kombinezon ochronny HEV. Następnie kieruje się na niższe poziomy laboratorium, gdzie znajduje się komora z zainstalowanym spektrometrem antymas. Po wejściu do komory Freeman otrzymuje informację, że tego dnia do eksperymentu wykorzystana zostanie najrzadsza i jednocześnie najmniej stabilna próbka. Głównemu bohaterowi powierzone zostaje zadanie przetransportowania próbki w obręb promienia skanującego spektrometru antymasy, celem dokonania jego analizy. Jednakże tuż po wepchnięciu próbki w promień dochodzi do jej eksplozji, co wywołuje katastrofę nazwaną później kaskadą rezonansową (ang. resonance cascade), otwierając portal między Ziemią a wymiarem zwanym Xen. Freeman zostaje kilkukrotnie teleportowany do obcego świata, gdzie przez krótką chwilę widzi pozaziemskie formy życia m.in. vortigauntów po czym traci przytomność.
Freeman budzi się w zrujnowanej komorze testowej, a następnie przeczesuje zniszczone laboratorium pełne zwłok naukowców i pracowników ochrony. Od ocalałego personelu ośrodka dowiaduje się, że w wyniku katastrofy całkowicie zerwana została łączność z resztą kompleksu. Zachęcony przez pozostałych przy życiu naukowców, główny bohater decyduje się dotrzeć na powierzchnię, wykorzystując możliwości chroniącego go kombinezonu. Wyprawa wymusza na Gordonie pokonywanie kolejnych uszkodzonych w różnym stopniu części ośrodka oraz walkę z wrogo nastawionymi stworzeniami ze świata Xen, takimi jak pasożytnicze głowokraby (ang. headcrab), które przywierają do głowy swojego ludzkiego żywiciela, a następnie przejmują nad nim kontrolę. Napotkani członkowie ocalałego personelu informują głównego bohatera, że do Black Mesy wysłana została grupa ratunkowa. Wkrótce okazuje się jednak, że zadaniem specjalnej jednostki pn. Hazardous Environment Combat Unit (HECU) jest wyeliminowanie zarówno obcych istot, jak i pozostałych przy życiu pracowników ośrodka, w ramach rządowej operacji tuszowania katastrofy.
Przed dotarciem na powierzchnię Freeman zostaje zmuszony do walki z żołnierzami, którzy wkroczyli do wewnątrz ośrodka. Przy okazji dowiaduje się on, że naukowcy z Lambda Complex mogą być w posiadaniu instrumentów umożliwiających odwrócenie skutków kaskady rezonansowej. Główny bohater wyrusza więc na drugi koniec ośrodka, aby im pomóc. W trakcie swojej misji Gordon napotyka jednak pewne przeszkody, które zmuszają go m.in. do uruchomienia próbnego silnika rakietowego, aby unicestwić składającego się z trzech gigantycznych macek potwora zamieszkującego komorę testową, wykorzystania starego systemu kolejowego, aby mógł dotrzeć do kompleksu rakietowego i wystrzelić specjalnego satelitę, czy pokonania zamaskowanych zabójczyń, by na koniec zostać schwytanym przez marines z jednostki HECU i wrzuconym do zgniatarki śmieci. Freemanowi udaje się uciec przed śmiercią w zgniatarce i dotrzeć do starej części kompleksu Black Mesy, gdzie odkrywa on duży zbiór okazów zabranych ze świata Xen na długo przed katastrofą.
Po ponownym wydostaniu się na powierzchnię, Gordon wkracza w strefę działań wojennych. Wysłani przez rząd żołnierze zostali rozbici i przytłoczeni przez obce organizmy. Wspinając się po klifach i ukrywając w zniszczonych zabudowaniach, Freeman dociera ostatecznie do podziemnej części kompleksu. W międzyczasie żołnierze z jednostki HECU podejmują decyzję o wycofaniu się z Black Mesy, a następnie rozpoczynają bombardowanie ośrodka. Główny bohater przemieszcza się systemem kanałów wodnych, podczas gdy obcy dobijają pozostałych na terenie kompleksu marines. Gordon dociera do Lambda Complex, w którym naukowcy rozwijali technologię teleportacji, umożliwiającą odbywanie podróży do świata Xen. Po rozmowie z ocalałym personelem kompleksu, Freeman dowiaduje się, że wystrzelony przez niego satelita nie zdołał odwrócić efektów kaskady rezonansowej z powodu działań niewyobrażalnie potężnej istoty znajdującej się po drugiej stronie szczeliny łączącej oba wymiary. Wobec tego przed bohaterem zostaje postawione zadanie zabicia tej istoty, aby zatrzymać inwazję pozaziemskich stworzeń. Naukowcy aktywują urządzenie do teleportacji, aby wysłać Freemana do świata Xen.
Po przedostaniu się do obcego wymiaru Gordon spotyka organizmy, sprowadzone wcześniej do Black Mesy, jak również zwłoki innych badaczy w kombinezonach HEV, którzy przybyli do świata Xen przed nim. Na miejscu stacza on walkę z potworem zwanym Gonarch, królową-matką głowokrabów, po czym dociera do swoistej fabryki obcych żołnierzy tzw. Alien Gruntów. Po zabiciu atakujących go lewitujących istot, Freeman dostrzega gigantyczny portal, który koniec końców przekracza. W ogromnej jaskini, po drugiej stronie portalu, dochodzi do konfrontacji Freemana z Nihilantem, istotą utrzymującą szczelinę między wymiarami, która ostatecznie ginie z rąk głównego bohatera. Zgładzony Nihilant eksploduje, ogłuszając Gordona.
Freeman odzyskuje świadomość, bez żadnej broni, w towarzystwie G-Mana, który przez cały czas obserwował poczynania bohatera gry. G-Man chwali dokonania Gordona w świecie Xen. Wyjaśnia on, że jego „pracodawcy”, widząc w Gordonie potencjał, upoważnili go do zaoferowania mu pracy. Jeśli odrzuci on propozycję, zostanie rzucony do walki, której nie ma szans wygrać. Po zaakceptowaniu oferty, G-Man gratuluje mu dokonania dobrego wyboru i umieszcza w swego rodzaju zawieszeniu.

## Rozgrywka
Half-Life to gra z gatunku first-person shooter, która wymaga od gracza wykonywania szeregu zadań bojowych oraz rozwiązywania zagadek logicznych. W odróżnieniu od innych ówczesnych gier tego typu, Half-Life wykorzystywał technologię oskryptowanych sekwencji – takich jak np. bykomarnica (ang. bullsquid) taranująca drzwi – które stanowiły istotne elementy fabuły. W tamtym czasie większość tzw. strzelanek bazowała na przerywnikach filmowych jako formie zapoznawania gracza z przedstawianą historią. Z kolei fabuła Half-Life opisywana jest w całości za pomocą oskryptowanych sekwencji, cały czas pozostawiając pod kontrolą gracza głównego bohatera gry. Świat gry ukazany jest oczami Gordona, który nigdy się nie odzywa ani nie jest przez gracza widziany z perspektywy trzeciej osoby. Half-Life nie jest podzielony na typowe poziomy, ale na swoiste rozdziały, których tytuły pojawiają się na ekranie, gdy bohater pokonuje kolejne etapy gry. Przedstawiona historia jest więc rozwijana w sposób płynny, z niewielkimi przestojami na załadowanie się kolejnych rozdziałów.
Specyfiką gry jest łączenie prostych łamigłówek z elementami zręcznościowymi, jak np. konieczność przeskakiwania między przenośnikami taśmowymi celem dotarcia w określone miejsce, czy też wykorzystania napotkanych w grze skrzyń i pudeł do zbudowania prowizorycznych schodów, które umożliwią przemieszczenie się głównego bohatera do kolejnego obszaru w grze. Niektóre z zagadek wymagają od gracza wykorzystania otaczającego go środowiska np. odkręcenia zaworu z gorącą parą, aby zabić stojącego na drodze przeciwnika. W grze pojawia się niewielu „typowych” bossów, których gracz musi pokonać w bezpośredniej konfrontacji. Zamiast tego, aby zabić takiego bossa, Half-Life wymaga częściej od gracza wykorzystania elementów otaczającego go środowiska niż broni konwencjonalnej. Na późniejszym etapie gry, gracz otrzymuje tzw. long jump module (ang. moduł długiego skoku), który zwiększa możliwości skafandra HEV należącego do głównego bohatera, umożliwiając mu wykonywanie nienaturalnie długich i szybkich skoków. Umiejętność ta ma istotne znaczenie w późniejszych rozdziałach gry, gdy główny bohater zostaje zmuszony do przeskakiwania między przypominającymi platformy latającymi wyspami w pozaziemskim świecie Xen.
Przez większą część gry główny bohater walczy z kolejnymi przeciwnikami samotnie, jednak od czasu do czasu pomagają mu w tym postacie niezależne m.in. uzbrojeni strażnicy i naukowcy, którzy w przypadku pracowników ochrony mogą walczyć ramię w ramię z graczem lub obu typów postaci pomagać w przedostawaniu się do nowych obszarów i przekazywać istotne informacje związane z fabułą gry. Szeroka gama przeciwników pojawiających się w grze obejmuje m.in. przedstawicieli obcych ras, takich jak głowokraby, bykomarnice i vortigaunty, czy ludzi zmutowanych przez pasożytującego na nich głowokraba. Gracz zmuszony jest także do walki z innymi ludźmi, a w szczególności z żołnierzami jednostki HECU (ang. Hazardous Environment Combat Unit) oraz zamaskowanymi zabójczyniami, którzy zostali przysłani aby opanować zagrożenie ze strony istot z innego wymiaru oraz wyeliminować pozostałych przy życiu świadków incydentu.
Jedną z najbardziej charakterystycznych broni występujących w Half-Lifie jest łom. Oprócz tego gra oferuje szeroki wachlarz broni konwencjonalnej, między innymi pistolet Glock 17, strzelbę Franchi SPAS 12, pistolet maszynowy MP5 z podwieszonym granatnikiem M203, rewolwer Colt Python .357 Magnum czy przenośny zestaw rakietowy. W późniejszych etapach gry gracz zyskuje możliwość wykorzystywania skonstruowanych genetycznie broni ze świata Xen, takie jak przenośny ul insektów przypominających szerszenia oraz samoczynnie wyczuwające i atakujące żywe organizmy pasożyty zwane żmirłaczami (ang. snark). W grze pojawiają się również dwa rodzaje broni eksperymentalnej, skonstruowanej przez pracowników naukowych ośrodka badawczego, w którym pracuje Gordon Freeman. Jedną z nich jest działo tau (ang. Tau Cannon), natomiast druga to prototyp zwany w grze działem gluonowym (ang. Gluon Gun).

## Produkcja
Half-Life był pierwszą grą wyprodukowaną przez Valve Software, producenta oprogramowania komputerowego założonego w Kirkland w stanie Waszyngton, przez byłych pracowników koncernu Microsoft Mike’a Harringtona oraz Gabe’a Newella. Nowe studio postawiło sobie za cel stworzenie, w oparciu o Quake engine na użycie którego Valve wykupiła licencję od id Software, trójwymiarowej gry akcji w klimacie horroru. Ostatecznie Valve dokonało szeregu modyfikacji licencjonowanego silnika m.in. poprzez dodanie animacji szkieletowej oraz wsparcia Direct3D. Początkowo Valve nie mogło znaleźć wydawcy dla swojej gry, ponieważ wiele ówczesnych firm wydawniczych uznało projekt nowego studia za zbyt ambitny jak na rynek gier komputerowych. Zainteresowanie wykazała jedynie Sierra On-Line, która planowała w tamtym czasie wydanie właśnie trójwymiarowej gry akcji, graficznie opartej na silniku Quake’a, a właśnie taki produkt oferowało Valve.
W początkowej fazie produkcji, Half-Life nosił roboczy tytuł Quiver (ang. kołczan), co było nawiązaniem do bazy wojskowej Arrowhead (ang. grot strzały), pojawiającej się w opowiadaniu Stephena Kinga pt. Mgła, które to opowiadanie stanowiło inspirację dla twórców gry. Gabe Newell wyjaśnił w jednym z wywiadów, że nazwę Half-Life wybrano ze względu na fakt, iż nawiązywała do fabuły gry, a jednocześnie była na swój sposób wyjątkowa. Co więcej, nazwa odnosząca się do zjawiska z dziedziny fizyki, jakim jest okres połowicznego rozpadu, pozwalała na wykorzystanie symbolu graficznego: greckiej litery λ, która oznacza stałą rozpadu promieniotwórczego. Według jednego z projektantów gry, Harry’ego Teasleya, ogromny wpływ na twórców Half-Life’a miała inna popularna w tamtym czasie gra z gatunku FPS pt. Doom. Gabe Newell uważał, że „Half-Life w dużym stopniu powstał jako reakcja na trywializację gatunku first-person shooter. Wielu z nas zakochało się w grach komputerowych ze względu na ich fenomenologiczne możliwości, czując jednocześnie, że przemysł gier komputerowych sprowadza te możliwości do jednego mianownika, zamiast wykorzystać i poszerzać ich potencjał. Mieliśmy nadzieję, że budowanie światów i postaci będzie ciekawsze niż tworzenie bezmyślnej strzelanki”.
Po raz pierwszy, Half-Life został publicznie zaprezentowany na targach Electronic Entertainment Expo w 1997 r., gdzie wywołała duże zamieszanie z powodu wykorzystanego w grze systemu animacji oraz sztucznej inteligencji. W sierpniu 1997 r. Valve zatrudniło pisarza science fiction Marca Laidlawa, aby zajął się kreowaniem postaci i poziomów w grze. Ścieżkę dźwiękową do gry skomponował Kelly Bailey. Według pierwotnych planów, Half-Life miał zostać wydany w drugiej połowie 1997 roku, aby móc konkurować z inną grą typu FPS pt. Quake II. Ostatecznie Valve zdecydowało się opóźnić datę premiery, aby dokonać poważnej przebudowy swojego produktu. Na targach E3 w 1998 r. Half-Life otrzymał nagrody Game Critics Awards za najlepszą grę na komputery osobiste oraz za najlepszą grę akcji. Data premiery była przesuwana kilkukrotnie, aż ostatecznie gra ujrzała światło dzienne w listopadzie 1998 roku. Na kilka dni przed dniem premiery, Valve odkryło błąd w kodzie źródłowym gry, który został naprawiony jeszcze przed tym zanim Half-Life trafił na sklepowe półki.
Wydano dwie wersje demonstracyjne gry. Pierwszą był Half-Life: Day One, na który składała się pierwsza 1/5 pełnej wersji gry i został zaplanowany do dystrybucji tylko na niektóre karty graficzne. Drugie demo zostało wydane 12 lutego 1999 r. pod tytułem Half-Life: Uplink. Ta wersja zawierała wiele broni oraz postacie niezależne z pełnej wersji gry, a lokalizacje po których gracz mógł się poruszać w Uplink były poziomami wyciętymi z ostatecznej wersji Half-Life’a.

### Nazwy
Tytuł gry, nazwy niektórych części gry i dodatków do niej nawiązują do terminów stosowanych w nauce. Sama nazwa Half-Life oznacza w języku angielskim okres połowicznego rozpadu cząstek, czyli czas, w ciągu którego liczba nietrwałych obiektów lub stanów (np. cząstek promieniotwórczych) zmniejsza się o połowę. Grecka litera lambda, które pojawia się na pudełku od gry oraz w samej grze jest w fizyce jądrowej symbolem stałej rozpadu promieniotwórczego, jak również symbolem jednego z laboratoriów Black Mesy zwanego Lambda Complex. Tytuł Opposing Force – nazwa pierwszego z dodatków do Half-Life – może stanowić odniesienie do faktu, że gracz wciela się w rolę żołnierza jednostki HECU, a więc przeciwnika Freemana w oryginalnej grze, jak również do III zasady dynamiki Newtona. Z kolei nazwa drugiego dodatku – Blue Shift – może być rozumiana jako nawiązanie do postaci Barneya Calhouna, pracownika ochrony kompleksu Black Mesa, w którego wciela się gracz; jak również do zjawiska przesunięcia ku fioletowi, a więc przesunięcia linii widmowego promieniowania elektromagnetycznego docierających z niektórych gwiazd i galaktyk w stronę mniejszych długości fali (większych częstotliwości), co w zakresie światła widzialnego powoduje właśnie przesunięcie ku fioletowi. Nazwa ostatniego z dodatków – Decay – oznacza po angielsku rozpad promieniotwórczy i jest bezpośrednim nawiązaniem do symbolu gry, greckiej litery lambda, która stanowi jeden z parametrów równania na wyliczenie okresu połowicznego rozpadu cząstek. Pojawiły się także sugestie, że litera lambda została wybrana jako symbol gry, ponieważ przypomina swoim wyglądem wyciągnięta rękę trzymającą łom, pierwszą broń, w której posiadanie wchodzi Gordon Freeman.

### Porty
Half-Life został przeportowany na PlayStation 2 przez studio Gearbox Software i wydany w 2001 roku. Gra została poprawiona w stosunku do oryginału wydanego na PC, w szczególności w zakresie modeli postaci, broni, jak również rozszerzenia poszczególnych poziomów oraz geometrii map, stanowiących część planowanej wersji gry na platformę Sega Dreamcast. Do wersji na PlayStation 2 dołączono także tryb gry dla dwóch graczy oraz rozszerzenie Half-Life: Decay, które pozwalało na grę w trybie kooperacji jako dwie członkinie zespołu naukowego Black Mesy, dr Gina Cross oraz dr Colette Green. Kolejnym istotnym elementem wydawnictwa było umożliwienie graczom korzystania z myszy i klawiatury podłączanych przez port USB, co nie było możliwe w żadnej wcześniejszej grze na platformę PS2.
Wersja na Mac OS Classic została w zasadzie ukończona, choć nigdy jej nie wydano. Wersję na konsolę Dreamcast miało wydać Gearbox Software, które podpisało pod koniec 2000 roku stosowną umowę z Valve oraz jej ówczesnym wydawcą firmą Sierra On-Line. Na targach ECTS w 2000 roku, przy stoisku wydawcy, można było zobaczyć grywalną wersję beta, która promowana była przez jej twórców Randy’ego Pitchforda i Briana Martela. Prezentowana na targach gra posiadała ulepszoną grafikę w stosunku do oryginału m.in. podwojono liczbę poligonów, których użyto przy tworzeniu modeli postaci. Podobnie jak Opposing Force na komputery stacjonarne, czy Decay na PS2, wersja na Dreamcast miała posiadać swój własny dodatek do podstawowej wersji gry, zwany Blue Shift. Pomimo bardzo zaawansowanych prac, projekt został zarzucony na krótko przed planowaną publikacją gry „z powodu zmiany warunków panujących na rynku”, która nastąpiła po wycofaniu się niektórych producentów gier z wydawania swoich produktów na Dreamcast i późniejszego zawieszenia produkcji samej konsoli. Sama gra, w swojej niemal finalnej wersji, wyciekła w końcu do internetu.
W roku 2001 Sierra On-Line zaprezentowała port gry na PlayStation 2 na targach E3. Premiera gry na PS2 w Ameryce Północnej miała miejsce październiku 2001 roku, a miesiąc później została wydana również w Europie. Mniej więcej w tym samym czasie, na komputery typu PC, wydany został Half-Life: Blue Shift, mający pierwotnie powstać wyłącznie na platformę Dreamcast dodatek do oryginalnej gry. Zawierał on tzw. „High Definition Pack”, który ulepszał modele postaci oraz tekstury w grze do poziomu opracowanego na potrzeby edycji mającej powstać na Dreamcast.
24 stycznia 2013 roku, Valve Corporation wydało oficjalny port na Linuksa, udostępniając go w systemie dystrybucji Steam. 25 stycznia 2013 roku na Steamie udostępniono także wersję gry na macOS, jednak wydarzenie to nie zostało w żaden sposób oficjalnie ogłoszone przez producenta.

## Dodatki i kontynuacje

### Dodatki
Half-Life doczekał się dwóch dodatków wyprodukowanych przez studio Gearbox Software i wydanych na platformę PC: Half-Life: Opposing Force (1999) oraz Half-Life: Blue Shift (2001). Historia przedstawiona w pierwszym z nich również dzieje się w ośrodku Black Mesa, w tym samym czasie co wydarzenia opisane w oryginalnej grze. Głównym bohaterem Opposing Force jest Adrian Shephard, jeden z żołnierzy Hazardous Environment Combat Unit, przysłanej w celu zatuszowania incydentu. Dodatek wprowadza do rozgrywki kilka nowych rodzajów broni oraz nowych bohaterów niezależnych, zarówno tych, którzy pomagają graczowi, jak i jego przeciwników. Na dodatek składa się 11 poziomów dostępnych dla gracza, co jest liczbą znacznie mniejszą w porównaniu do 19 poziomów z oryginalnego Half-Life’a.
Fabuła Blue Shift także została umiejscowiona w kompleksie Black Mesa, w tym samym czasie co historie przedstawione w Half-Life i Opposing Force, lecz tym razem gracz przejmuje kontrolę nad jednym z pracowników ochrony ośrodka, Barneyem Calhounem. Dodatek ten rozwijany był początkowo jako bonusowe misje do wersji Half-Life’a na platformę Dreamcast. Blue Shift zawierał tzw. High Definition Pack, który dawał graczowi możliwość poprawienia szaty graficznej samego dodatku, jak również oryginalnego Half-Life’a i Opposing Force. W porównaniu z pierwszym dodatkiem do gry, Blue Shift nie wprowadził praktycznie żadnych nowości do sposobu rozgrywki, ograniczając się jedynie do zmiany wyglądu postaci, broni i kilku innych elementów.
Half-Life: Decay to ostatni z dodatków stworzonych przez studio Gearbox Software. Decay został wydany jedynie w pakiecie z wersją Half-Life’a opracowaną na platformę PlayStation 2. Dodatek umożliwiał grę w trybie kooperacji dla dwóch graczy, a jego fabuła nawiązywała do wydarzeń przedstawionych w oryginalnej grze oraz dwóch pozostałych dodatkach. Dodatek został później przeportowany na komputery osobiste przez niezależną grupę fanów.

### Kontynuacje
Pogłoski na temat mającego powstać Half-Life’a 2 dość regularnie pojawiały się w środowisku graczy, jednak prawdziwe zamieszanie wokół gry rozpoczęło się, gdy po raz pierwszy zaprezentowano ją na targach E3 w maju 2003 roku. Gracz ponownie wciela się postać Gordona Freemana, a fabuła gry przenosi go do dystopicznego wschodnioeuropejskiego Miasta 17 (ang. City 17), gdzie uczestniczy on w rebelii przeciwko obcej rasie, która zniewoliła ludzkość. Po serii przesunięć terminów premiery, gra została ostatecznie wydana 16 listopada 2004 roku.
Będąc świadomym trudności jakie mogą spotkać twórców modów przy pracy z nowym silnikiem, Valve stworzyło specjalny port do Half-Life’a (nazwany Half-Life: Source) oraz Counter-Strike’a na silnik Source. Half-Life: Source nie zawiera żadnych nowych rozwiązań w rodzaju, znanego z Blue Shift, High Definition Pack. Stanowił jedynie implementację oryginalnego kodu źródłowego do nowej architektury silnika, która jednak, dzięki zastosowaniu shadera pikseli i wierzchołków, pozwalała na uzyskanie bardziej realistycznej wody i związanych z nią efektów, jak również znaną z Half-Life 2 fizykę obiektów. Oprócz tego Half-Life: Source wzbogacono o efekt dynamicznego oświetlenia, cieniowanie wierzchołkowe, system mapowania cienia, większą rozdzielczość grafiki, miękkie cienie renderowanych tekstur oraz tzw. skybox, który zastąpił wcześniejsze prerenderowane 16-bitowe bitmapy nieba. Port posiada zatem zalety silnika Source i pozwala na kontrolowanie słabych punktów, które w nim dostrzeżono. Half-Life: Source udostępniono w specjalnej edycji Half-Life 2 lub samodzielnie do ściągnięcia przez platformę Steam.
Half-Life: Source krytykowany był za niepełne wykorzystanie możliwości nowego silnika. Tekstury i modele postaci pozostały niezmienione w stosunku do oryginalnej gry, podobnie jak architektura poziomów oraz inteligencja wrogów. Ze względu na te zarzuty, niezależna grupa fanów rozpoczęła prace nad całkowitą modyfikacją Half-Life’a na silnik Source pt. Black Mesa, która została wydana 14 listopada 2012 roku.
10 czerwca 2005 r. Valve ogłosiło za pośrednictwem platformy Steam, że zamierza wydać wersję gry dla wielu graczy pt. Half-Life Deathmatch, nie wskazując jednak daty publikacji. Ostatecznie Half-Life Deathmatch: Source został udostępniony na platformie 1 maja 2006 roku.
1 czerwca 2006 r. Valve wydało Half-Life 2: Episode One, który stanowił pierwszą część planowanej trylogii tzw. epizodów będących kontynuacją wydarzeń opisanych w Half-Life 2. Z kolei 10 października 2007 r. światło dzienne ujrzała druga część serii pt. Half-Life 2: Episode Two, która została wydana w ramach pakietu The Orange Box.

### Modyfikacje

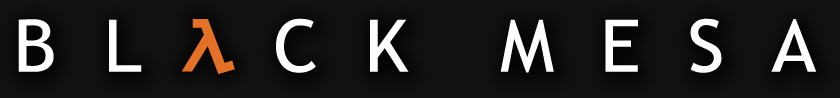
Logo modyfikacji pt. Black-Mesa

Od daty swojej premiery w 1998 roku Half-Life spotykał się z dużym zainteresowaniem nie tylko graczy, ale także niezależnych twórców gier komputerowych. Przy aktywnym wsparciu Valve, które udostępniło w sieci program Worldcraft, służący do edytowania map i poziomów do wszystkich gier opartych na silniku Source. Valve opublikowało także tzw. software development kit (SDK), czyli zestaw narzędzi, który umożliwiał twórcom modyfikowanie oryginalnego kodu gry i tworzenie modów. Oba narzędzia zostały istotnie ulepszone wraz z wydaniem do nich łaty w wersji 1.1.0.0. Oprócz tego powstało lub zaktualizowano wiele innych narzędzi wspomagających niezależnych twórców (m.in. edytory tekstur, edytory modeli, QuArK itp.) w taki sposób, aby współpracowały z kodem Half-Life.
Przeznaczony dla Half-Life’a SDK posłużył jako baza dla rozwoju licznych wieloosobowych gier komputerowych, w tym m.in. wydanych przez Valve Team Fortress Classic (TFC) i Deathmatch Classic (DMC). Inne mody, takie jak Counter-Strike, powstały wyniku pracy niezależnych twórców (nazywających samych siebie „moderami”), którzy otrzymali później także oficjalne wsparcie ze strony Valve. Wśród wielu modyfikacji Half-Life wymienić można m.in. Day of Defeat (DOD), Action Half-Life, Firearms, Science and Industry, The Specialists, Vikings and Knights oraz Natural Selection. Z kolei na potrzeby promocji filmu Underworld powstał darmowy mod pt. Underworld Bloodline.
W oparciu o kod źródłowy Half-Life’a powstały także liczne modyfikacje przewidziane dla pojedynczego gracza m.in. USS Darkstar (1991; przygodowa gra akcji, której fabuła umiejscowiona została w dalekiej przyszłości na pokładzie zoologicznego statku kosmicznego), The Xeno Project 1 i 2 (1999, 2005; dwuczęściowy mod, którego akcja rozgrywa się w świecie Xen), Edge of Darkness (2000; modyfikacja, która wykorzystuje część modeli mających pierwotnie pojawić się w oryginalnej grze), Half-Life: Absolute Redemption (2000; bohaterem gry jest Gordon Freeman, który przemierza cztery dodatkowe poziomy, spotykając m.in. G-Mana), They Hunger (1999–2001; trylogia modyfikacji w stylu survival horror, osadzona w świecie nieumarłych), Poke646 (2001; nieoficjalny ciąg dalszy fabuły oryginalnego Half-Life z poprawioną grafiką), Someplace Else (2002; mod rozwija jeden z pobocznych wątków oryginalnej gry) czy Heart of Evil (2003; fabuła gry osadzona jest w czasach wojny wietnamskiej, a przeciwnikami są zombie).
Niektóre z modyfikacji Half-Life’a trafiły ostatecznie na sklepowe półki. Najbardziej udanym modem okazał się być Counter-Strike, który został wydany w sześciu różnych edycjach: jako oddzielna gra (2000), część składanki Platinum Pack (2000) i Half-Life: Generacja (2002), w wersji na Xbox (2003), jako spin-off zwany Counter-Strike: Condition Zero (2004), powstały na bazie silnika Source Counter-Strike: Source oraz najnowsza odsłona tej gry pt. Counter-Strike: Global Offensive. Oprócz Counter-Strike’a, jako osobne gry, wydane zostały również Team Fortress Classic, Day of Defeat, czy Gunman Chronicles (modyfikacja z 2000 r. osadzona w futurystycznym świecie w stylu Dzikiego Zachodu).
Z kolei w 2005 roku, grupa fanów, rozpoczęła prace nad stworzeniem nowej wersji Half-Life w oparciu o silnik Source. Modyfikacja została ostatecznie udostępniona do ściągnięcia 14 września 2012 roku, obejmowała część gry dziejącą się na Ziemi. Do poprawnego działania wymaga ona zainstalowania zestawu narzędzi Source SDK Base 2007. Gra została udostępniona do pobrania za pośrednictwem Steama, jak również poprzez sieć wymiany plików BitTorrent. W 2015 roku ulepszona wersja modyfikacji Black Mesa doczekała się wydania komercyjnego jako niezależna gra, dostępna na Steamie. Pełna wersja została wydana w 2020 roku.

## Odbiór gry i jej wpływ na rynek
Gra spotkała się z pozytywnym przyjęciem ze strony zarówno graczy, jak i recenzentów. Do 16 listopada 2004 roku gra rozeszła się w 8 milionach kopii, a w 2008 roku było to już 9,3 miliona. Gra otrzymała także ponad pięćdziesiąt nagród w kategorii „Gra Roku”.
Half-Life otrzymał przeważnie pozytywne oceny w czasopismach i serwisach poświęconym grom komputerowym. Amerykańska strona internetowa Metacritic wystawiła grze ocenę 96 na 100. Jeff Green z Computer Gaming World napisał w swojej recenzji z 2 stycznia 1999 roku, że Half-Life „to nie tylko jedna z najlepszych gier w tym roku. To jedna z najlepszych gier w ogóle, która już stała się klasykiem i jest wielokroć lepsza od swojej bezpośredniej konkurencji, a jeśli chodzi o tryb rozgrywki jednoosobowej jest najlepszą strzelanką od czasów Doom”. Z kolei IGN uznał Half-Life’a za „tour de force w projektowaniu gier komputerowych, najlepszą grę dla pojedynczego gracza wśród strzelanek z perspektywy pierwszej osoby”. W maju 2007 roku GameSpot umieścił grę na swej liście „Greatest Games of All Time”. Half-Life zdobył pozytywne recenzje także wśród polskich serwisów i czasopism z branży gier komputerowym. Strona internetowa Gry-Online wystawiła Half-Life'owi notę 9,2/10. Z kolei redaktor miesięcznika Secret Service szeroko chwalił inteligencję przeciwników, jak również fabułę gry. Ogromna popularność gry skłoniła jej twórców do stworzenia szerokiej gamy produktów towarzyszących, w tym m.in. pluszowych vortigauntów i głowokrabów, plakatów, odzieży oznaczonej logo Half-Life, czy podkładek pod mysz.
Wciągająca fabuła oraz interaktywne środowisko gry przez wielu ówczesnych recenzentów uznane zostały za rewolucyjne. Serwis AllGame w swojej recenzji napisał: „Nieczęsto ma się okazję grać w grę, która rewolucjonizuje cały gatunek, a Half-Life jest właśnie taką grą”. Z kolei Hot Games zwracał uwagę na realizm rozgrywki oraz środowiska gry, który sprawia, że jest ona „jeszcze bardziej wciągająca, a wszystko inne w porównaniu z nią staje się tandetne”.
Księga rekordów Guinnessa z 2008 roku uznawała Half-Life’a, za najlepiej sprzedającą się grę typu FPS wszech czasów. Redakcja magazynu PC Gamer UK w 2015 roku przyznała grze 43. miejsce na liście najlepszych gier na PC.
Z kolei brytyjska agencja marketingowa Cruise Control 15 marca 1995 roku wydała krótki film bazujący na fabule dema Half-Life: Uplink. Jednak Sierra zdecydowała o wycofaniu go z obiegu po tym, jak nie udało się jej i Valve dojść do porozumienia z Cruise Control w kwestii praw autorskich do tej produkcji. Film przedstawiał losy dziennikarza, który próbuje dostać się do Black Mesa Research Facility i dowiedzieć się, co się tam wydarzyło. Produkcja ta spotkała się jednak z niewielkim zainteresowaniem ze strony fanów gry.